# Uonuma
Uonuma (魚沼市 Uonuma-shi?)  es una ciudad ubicada en la Prefectura de Niigata, Japón. A 1  de julio de  2019, la ciudad tenía una población estimada de 35.027 en 13.289 hogares, y una densidad de población de 37 personas por km². Su área total es de 946,76 kilómetros cuadrados (365,5 mi²). La ciudad es famosa por su arroz koshihikari, que tiene una prima en el mercado japonés.

## Clima
Uonuma tiene un clima húmedo (Köppen Cfa) caracterizado por veranos cálidos y húmedos e inviernos fríos con fuertes nevadas. La temperatura media anual en Uonuma es de 12.6 °C. La precipitación media anual es de 2049 mm con septiembre como el mes más lluvioso. Las temperaturas son más altas en promedio en agosto, alrededor de 25.0 °C, y el más bajo en enero, alrededor de 0.4 °C.

## Demografía
Según los datos del censo japonés, la población de Uonuma ha disminuido constantemente en los últimos 40 años. 
| Año del censo | Población |
| ------------- | --------- |
| 1970          | 49,689    |
| 1980          | 48,482    |
| 1990          | 47,394    |
| 2000          | 45,386    |
| 2010          | 40,361    |